# Nicolaas Beetslaan 48 (Baarn)
Het parabolische landhuis aan de Beetslaan 48 is een villa en rijksmonument in de wijk Pekingpark van Baarn in de provincie Utrecht. Het gebouw staat aan de Nicolaas Beetslaan. Aan de zijkant is het rieten dak doorgetrokken tot aan de begane grond.
De opdrachtgeefster was in Afrika geweest en wilde een op een Afrikaanse zoeloehut gebaseerde woning in Baarn laten bouwen. Het werd gebouwd door aannemer Zwart die het zijn eigen dochter als huwelijksgeschenk wilde geven. Zijn vrouw en hij hadden op een van hun reizen Zoeloehutten in Afrika bekeken. De ronde hutten sloten aan op de expressionistische bouwstijl van architect Van Wamelen uit Leusden. De architect ontwierp soortgelijke (Frisia)-woningen in Amersfoort. Het grote dak van rijksmonument Walter Maas Huis in Bilthoven heeft het uiterlijk van dit huis aan de Beetslaan. Niet alleen het huis is rond, ook de boekenmolen en het werkblad in de studeerkamer. Het rieten dak wordt op enkele plaatsen doorbroken door rijen dakvensters. Het dak eindigt in een ronde schoorsteen. 